# 분리수거

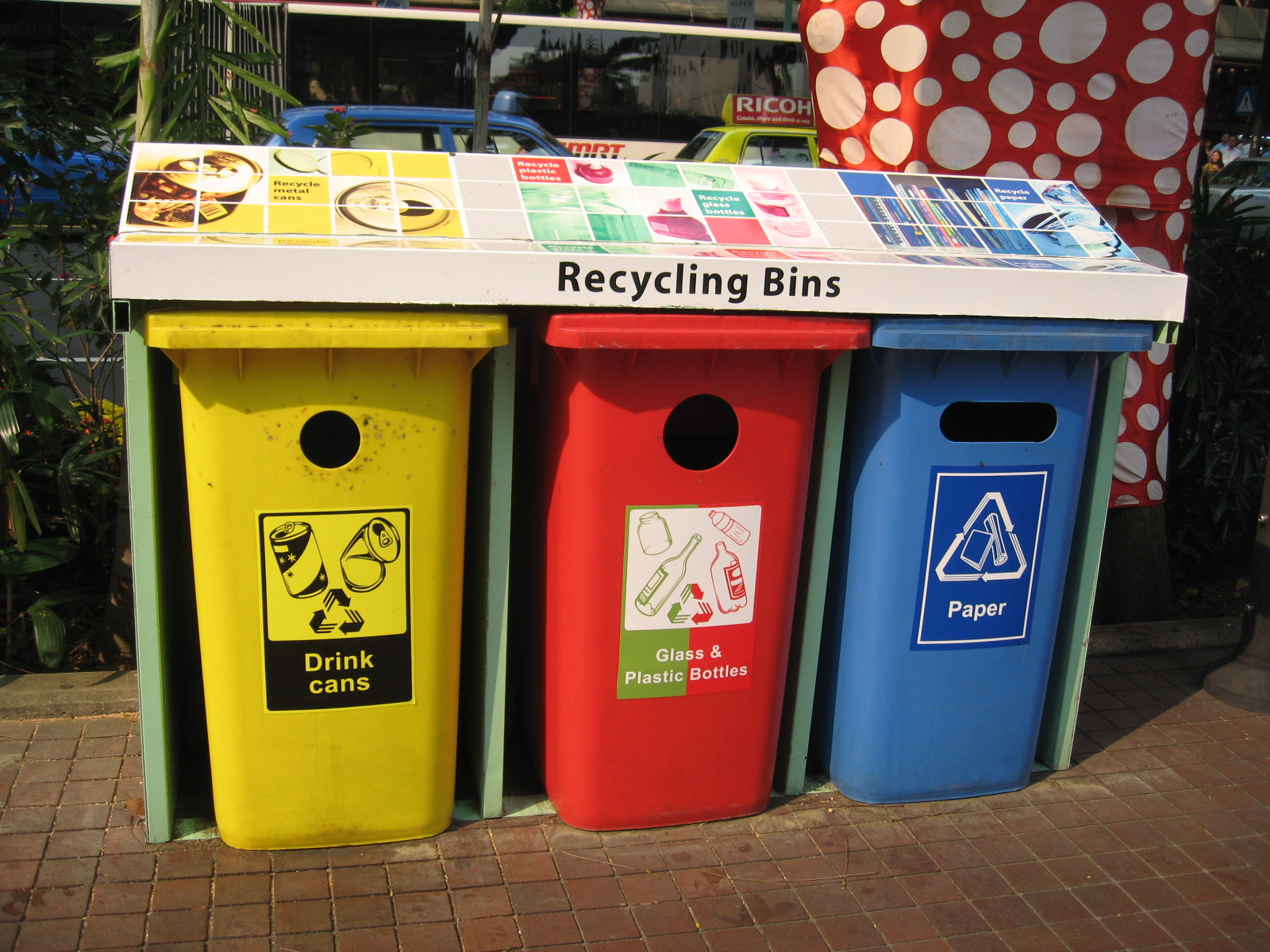
싱가포르의 분리수거통

분리수거(分離收去, 영어: waste sorting)는 폐기물의 중간 (소각 및 재활용 등) 및 최종 처리를 쉽게 하기 위해 폐기물을 재질별로 분류하고   수집하는 과정이다. 《표준국어대사전》에서는 "종류별로 나누어서 버린 쓰레기 따위를 거두어 가는 것"으로 정의하고 있다.
대한민국에서는 가정에서 쓰레기를 분류하여 밖으로 내놓는 경우에도 '분리수거'라는 표현이 널리 쓰이나, 본 의미는 "쓰레기나 재활용품 등을 종류별로 나누어서 늘어놓은 것을 거두어 가는 것"으로 해석할 수 있기에 정확한 쓰임새는 아니다. 따라서 '쓰레기를 종류별로 나누어 내놓기'라는 의미에서는 '분리배출' 내지는 '분류배출'이라는 용어를 써야 한다는 시각도 있다. 유사한 사례로 통신사 관점의 용어인 번호이동이 있다.

## 국가별 양상

### 대한민국
대한민국에서는 지역 특성에 맞추어서 지방정부가 일반폐기물의 처리계획을 정하고, 그 계획에 따라 쓰레기를 수거하고 있다.
쓰레기 분리수거의 필요성은 1970년대 후반부터 끊임없이 제기되어, 1980년대 초반부터 부분적으로 도입되던 상태였다. 하지만 분리 쓰레기를 활용하고 처리할 기반 시설이 부족하고, 분리수거 기준이 불명확하며, 쓰레기 수거업자들과 마찰을 빚는 등 실행 과정에서 상당한 어려움을 겪었다고 전해진다. 이후 1991년 쓰레기 분리수거를 의무화 하면서 분리배출의무를 위반한 사람에게 100만원 이하의 과태료를 부과하도록 하고, 정부가 나서 폐기물의 감량화와 재활용을 촉진하는 정책을 펼치면서 분리수거 비중과 더불어 재활용량도 증가하게 되었다. 또한 각 지자체별로 폐기물 소각 시설이 다수 설치되면서 소각 처리되는 폐기물의 양도 증가하였으나, 분리수거의 정착은 여전히 어려움이 많았다.
1995년 1월 1일 쓰레기 종량제가 전국에서 일제히 실시되는 것과 동시에 분리배출 제도도 시행되었는데, 재활용 폐기물의 수집을 원활화시켜 재활용을 촉진시키는 효과를 내었다. 2002년에는 《분리배출 표시 제도에 관한 지침》이 제정되어 2003년 1월부터 시행되었으며, 2010년에는 일부 규정을 간단화, 개정하여 2011년 1월부터 시행되어 지금에 이른다.
2016년 기준으로 대한민국의 쓰레기 재활용률은 59%로 세계 2위에 달하며, 쓰레기 배출량도 1인당 380kg 수준으로 미국의 절반에 불과하다.

### 일본
일본에서는 분별수집 (分別収集, ぶんべつしゅうしゅう)이라고 부른다.
일본에서는 고도경제성장 시기에 해당하는 80년대까지만 하더라도 폐기물 분리에는 소각 여부만을 따져, 가연성 (타는 것)과 불가연성 (타지 않는 것) 쓰레기로만 분류하여 처리하였다. 1990년대 이후로는 재활용의 중요성, 쓰레기 환경 오염, 쓰레기 매립지 감소 등으로 인해 쓰레기 감량화의 필요성을 인식하게 되었다.
1991년에는 《재생 자원의 이용 촉진에 관한 법률》이 제정되어 재활용 쓰레기 품목을 처음으로 지정하였고, 1995년에는 재활용이 잘 이뤄지지 않았던 용기품목 (유리 용기, 페트병, 종이 포장, 플라스틱 포장)에 한해 《용기포장에 관한 분별수집 및 재상품화의 촉진 등에 관한 법률》을 제정하여, 1997년까지 순차적으로 시행하였다. 2006년에는 이 법에 대한 개정이 이뤄져, 일반 가정에서도 '타는 쓰레기, 타지 않는 쓰레기, 금속류, 유리류' 정도로만 분류하던 쓰레기를 '플라스틱 용기, 페트병, 유리병, 종이포장' 등으로 세세하게 분류 배출하도록 했다. 개정법은 2008년을 시작으로 전면 시행에 들어갔다.

## 요일별 배출제도
제주특별자치도는 우리나라에서 처음으로 2016년12월1일(서귀포시 2017년1월1일)부터 도내 전 지역에서 시범운영하고 있는 「생활쓰레기 요일별 배출제」를 「재활용품 요일별 배출제」로 개선하였다.
【 개선된 재활용품 요일별 배출요일 】
| 구 분         | 월       | 화     | 수          | 목              | 금       | 토     | 일              |
| 현행 배출품목 | 플라스틱 | 종이류 | 캔류 고철류 | 스티로폼 비닐류 | 플라스틱 | 병류   | 스티로폼        |
| 추가 배출품목 |          | 병류   |             |                 |          | 종이류 | 비닐류 플라스틱 |

- 가연성(종량제 봉투사용)쓰레기와 음식물쓰레기는 매일 배출할 수 있다.

한편 제주시는 재활용품 및 쓰레기 배출장소(클린하우스)를 이용할 때 편리하도록 스마트폰을 통해 재활용품 요일별 배출제에 관한 각종 정보를 확인할 수 있는 ‘제주시 재활용품 올바른 분리배출 사전’ 어플리케이션을 배포(한국어 및 영어,중국어,일본어 포함)하고 있다

## 유형별 재활용 불가 폐품
즉석밥 용기, 다회용 플라스틱 용기 등 OTHER 플라스틱류

## 같이 보기
- 재활용
- 분리배출 표시 제도
- 대한민국의 분리배출 표시 제도